# Pelopia (hija de Tiestes)
En la mitología griega Pelopia o Pelopea (en griego Πελόπεια, Pelópeia) era una hija de Tiestes. En al menos una versión menos conocida es denominada como Mnesifane y otros más la denominan como Pelópidas —probablemente refieriéndose a que es una Pelópide, esto es, descendiente de Pélope—. Aunque ninguna fuente menciona el nombre de la madre de Pelopia, conjeturalmente pudiera ser Aérope, pues esta tuvo unión sexual con el propio Tiestes.
Atreo, el hijo de Pélope, ansioso por tomar venganza contra su hermano Tiestes por sus oprobios, hizo las paces con él, y le hizo regresar a su reino, y después de matar a sus hijos infantes, Tántalo y Plístenes, se los sirvió a Tiestes en un banquete. Tiestes, cuando se dio cuenta del horrible crimen, huyó al rey Tesproto, donde se dice que está el lago Averno, y desde aquí se dirigió a Sición, en donde Pelopia, la hija de Tiestes, había sido llevada. Por casualidad Tiestes apareció durante la noche, cuando se estaban realizando sacrificios a Minerva (Atenea), y, temiendo profanar los ritos, se ocultó en una arboleda. Pelopia, que dirigía la danza ceremonial, se ajustó con esfuerzo sus prendas manchadas con la sangre de animales muertos. Cuando fue a un arroyo para limpiarse la sangre se despojó de su túnica ceñida. Tiestes, con la cabeza cubierta, salió de la arboleda, pero mientras forzaba a Pelopia olvidó su espada en la funda; así Pelopia regresó al templo y la escondió bajo el pedestal de la estatua de Atenea. Al día siguiente Tiestes pidió al rey que le enviase de vuelta a su país, Lidia. Cuando Atreo fue junto al rey Tesproto pensando que Tiestes se encontraba en ese lugar, vio a Pelopia, y le preguntó si se la podía dar en matrimonio, pues pensaba que era la hija de Tesproto. Tesproto, para evitar sospechas, se la concedió, y así fue como engendró a Egisto de su padre Tiestes. Cuando Pelopia se marchó con Atreo, dio a luz a Egisto, y lo expuso, pero los pastores se lo dieron a una cabra para que lo amamantase. Más tarde, cuando Tiestes vio a Egisto y a la espada que éste llevaba, la reconoció como aquella que había perdido durante la violación, le preguntó a Egisto de quién era. Éste le dijo que su madre Pelopia se la había dado. Entonces mandó llamarla. Pelopia le dijo que la había tomado de una persona desconocida durante una violación por la noche, y que de ese abrazo había nacido Egisto. Entonces Pelopia le arrebató la espada, aparentando que iba a examinarla, y la clavó en su pecho.